# Odilon iz Clunyja
Odilon iz Clunyja (Saint-Cirgues, oko 962. – Souvigny, 1. siječnja 1049.), peti opat benediktinskog samostana u Clunyju i svetac.

## Životopis
Sveti Odilon dolazi iz plemićke obitelji iz pokrajine Overne. Školovao se u sjemeništu svetog Juliena u Brioudeu. U benediktinski samostan u Clunyju stupa 991. godine. Godine 993. imenovan je zamjenikom opata, a godinu dana poslije i opatom. Iste godine je i zaređen za svećenika. Kada je između 1028. i 1033. zavladala glad, prodao je crkvene predmete kako bi nahranio brojne siromahe.
Za vrijeme vladavine provodio je brojne reforme; najpoznatija je ta da je zamijenio pravila svetog Benedikta u Clunyju s onima od svetog Izidora Seviljskog. Iako je bilo odlučeno da postane nadbiskupom Lyona, on je taj položaj odbio. Najzaslužniji je za uvođenje blagdana Dušni dan. Umro je 1. siječnja 1049. godine u Souvignyju. Relikvije svetog Odilona nalazile su u samostanu u Souvignyju, a zapaljene su za vrije Francuske revolucije. Zaštitnik je duša u čistilištu, a zaziva ga se kod oboljenja od žutice.